# Okelousa
Okelousa /choctaw naziv u značenju "black water," Nekoć veoma snažno i ratoborno pleme američkih Indijanaxca koje je obitavalo na desnoj obali Mississippija u Louisiani. Populacija je 1541. iznosila oko 10,000 u preko 90 sela, a  'provincija'  koju su naseljavali rani autori spominju kao Caluca, što je vjerojatno kraći oblik od Okelousa. Njihov broj kasnije će uveliko opasti, vjerojatno u ratovima. Nicolas de la Salle 1682. piše da su zajedno s Houmama uništili treće pleme, ali njihov broj je tada već bio sveden na koju stotinu duša. Gubitak populacije tjera ih da se ujedinjuju s plemenima iz močvarnog juga Louisiane, Indijancima Chawasha i Washa, o čemu nas izvještava francuski trgovac, istraživač i vojnik Jean Baptiste Bénard de La Harpe (1683-1765). Na kraju, negdje početkom 19. stoljeća, njihova populacija svedena je na 100, a njihovi se ostaci priključuju starim saveznicima Houmama. Potomaka bi mogli imati među Houma Indijancima s donjeg Mississippija. Jezično su pripadali porodici Muskhogean.

## Vanjske poveznice
- Okelousa  Arhivirana inačica izvorne stranice od 9. svibnja 2008. (Wayback Machine)